# Государственный музей Аджарии
Государственный музей Аджарии (груз. აჭარის სახელმწიფო მუზეუმი или Батумский краеведческий музей имени Харитона Ахвледиани) — историко-краеведческий музей, расположенный в городе Батуми (улица Исрафила Джинчарадзе, 4), в Грузии.

## История
Музей был основан в марте 1908 года в качестве небольшой школьной экспозиции, созданной в городском училище имени Пушкина. Группу энтузиастов в то время возглавлял учитель труда Николай Гоман.
25 января 1935 года музейная экспозиция была перенесена в комфортабельное здание (бывшее казначейство, построено в 1883 году), в котором располагается и в настоящее время. В 1957 году в здании был надстроен второй этаж.
С 1938 по 1989 годы директором музея был известный ученый и общественный грузинский деятель Харитон Ахвледиани. В 2005 году музею было присвоено имя Харитона Ахвледиани.
Общая площадь музея составляет 1737 м², экспозиционная площадь — 706 м², площадь запасников — 110 м²

## Фонды
В настоящее время в фондах музея сохраняется более 180 тысяч экспонатов. В рукописном фонде находится более 2 тысяч редких рукописей на русском, грузинском, армянском, турецком, арабском, персидском языках, а в научной библиотеке — 63 тысячи книг на разных языках, среди которых большинство является библиографической редкостью.
Во внутреннем дворике музея представлен восемнадцатиметровый скелет кита, переданный в дар музею в 1962 году капитаном Алексеем Соляником и капитаном Абесаломом Зенаишвили.